# Peter Gay
Peter Gay, rodným jménem Peter Joachim Fröhlich (20. června 1923, Berlín – 12. května 2015, New York) byl americký historik židovského původu.

## Život a dílo
Do Spojených států emigroval roku 1941. Byl profesorem historie na Kolumbijské a Yaleově univerzitě. Ve svých pracích se soustředil na moderní éru, k jeho nejuznávanějším dílům patří The Enlightenment: An Interpretation (1966), za niž získal National Book Award. Dále pak Weimar Culture: The Outsider as Insider (1968) či životopis Sigmunda Freuda Freud: A Life for Our Time (1988). Na téma Freuda a psychoanalýzy napsal celou řadu dalších prací, především soustředěných na její kulturní vliv. Zajímaly ho i dějiny umění a stylu, věnoval svou pozornost Mozartovi, Arthuru Schnitzlerovi, Édouardu Manetovi aj.